# Ken Saro-Wiwa
Kenule "Ken" Beeson Saro-Wiwa (10 de outubro de 1941 – Port Harcourt, 10 de novembro de 1995) foi um escritor, produtor e ativista ambiental da Nigéria.

## Vida
Ken Saro-Wiwa pertencia aos ogonis, um grupo étnico minoritário nigeriano radicado no delta do Níger, e liderava - através do Movimento pela Sobrevivência do Povo Ogoni - uma campanha não-violenta contra a degradação ambiental das terras e das águas da região pelas petrolíferas transnacional, especialmente a Shell. Por conta de seu ativismo, ele acabou preso em 1994 a mando do regime militar de Sani Abacha, que vigorava então. Em um processo judicial considerado fraudulento, Saro-Wiwa foi condenado à morte e enforcado em 1995. A execução gerou contestação internacional, de tal modo que a Nigéria foi suspensa da Commonwealth of Nations durante mais de 3 anos.
Em 2009 a empresa Shell, reconhecendo a sua implicação na morte do ativista e dos seus oito companheiros, também com ele enforcados, pagou 15,5 milhões de dólares às famílias das vítimas, esperando assim minimizar os efeitos negativos para sua imagem deste caso.
No Brasil, em 2017, a artista e pesquisadora Elisa Dassoler lançou o documentário Ken Saro-Wiwa, presente! (82 minutos) sobre o seu legado no campo das artes e na luta internacional por justiça ambiental. Através de entrevistas com artistas, ativistas e familiares, o documentário apresenta sua história, os impactos causados pela exploração de petróleo no Delta do Níger e a relevância política e cultural de projetos artísticos em Londres dedicados à sua memória. O filme fez parte de sua pesquisa da doutorado em Artes Visuais na Universidade do Estado de Santa Catarina em parceria com a University of the Arts London.

## Publicações
- —— (1973). Tambari. Ikeja: Longman Nigeria. ISBN 978-0-582-60135-2
- ——. Tambari in Dukana. Lagos, Nigeria: Longman. ISBN 978-0-582-60137-6
- —— (1983). A Bride for Mr. B. Port Harcourt, Nigeria: Saros International. ISBN 978-1-870716-26-0
- —— (1985). Songs in a Time of War. Port Harcourt: Saros. ISBN 9789782460004
- —— (1986). Sozaboy: A Novel in Rotten English. Port Harcourt: Saros. ISBN 978-2460-02-8
- —— (1986). A Forest of Flowers. Port Harcourt: Saros International. ISBN 9780582273207
- —— (1987). Mr. B. Port Harcourt, Nigeria: Saros. ISBN 978-1-870716-01-7
- —— (1987). Basi and Company: A Modern African Folktale. Port Harcourt, Nigeria: Saros. ISBN 978-1-870716-00-0
- —— (1987). Basi and Company: Four Television Plays. Port Harcourt, Nigeria: Saros. ISBN 978-1-870716-03-1
- —— (1988). Prisoners of Jebs. Port Harcourt [u.a.]: Saros. ISBN 978-1-870716-02-4
- —— (1989). Mr. B Goes to Lagos. Port Harcourt, Nigeria: Saros International. ISBN 9789782460059
- —— (1989). Adaku & Other Stories. London: Saros International. ISBN 1-870716-10-8
- —— (1989). Four Farcical Plays. London: Saros International. ISBN 1-870716-09-4
- —— (1989). On a Darkling Plain: An Account of the Nigerian Civil War. Epsom: Saros. ISBN 1-870716-11-6
- —— (1989). The Transistor Radio. Port Harcourt, Nigeria: Saros International. ISBN 978-1-870716-06-2
- —— (1991). Nigeria: The Brink of Disaster. Port Harcourt, Nigeria: Saros International. ISBN 9781870716161
- —— (1991). Similia: Essays on Anomic Nigeria. London: Saros International. ISBN 978-2460-20-6
- —— (1991). Pita Dumbrok’s Prison. Port Harcourt, Nigeria: Saros International. ISBN 978-2460-19-2
- —— (1991). Mr. B Is Dead. London, Lagos, Port Harcourt: Saros International Publishers. ISBN 1-870716-14-0
- —— (1991). Segi Finds the Radio. Port Harcourt, Nigeria: Saros International. ISBN 978-1-870716-12-3
- —— (1991). A shipload of Rice. London: Saros International. ISBN 978-1-870716-13-0
- —— (1992). Mr. B’s Mattress. London: Saros International. ISBN 978-2460-24-9
- —— (1992). Genocide in Nigeria: The Ogoni Tragedy. London: Saros. ISBN 1-870716-22-1
- —— (1995). A Forest of Flowers: Short Stories. Burnt Mill, Harlow, Essex, England: Longman. ISBN 978-0-582-27320-7
- —— (1995). A Month and a Day: A Detention Diary. New York, N.Y.: Penguin Books. ISBN 978-0-14-025914-8
- —— (1996). The Singing Anthill: Ogoni Folktales. Port Harcourt, Nigeria: Saros International. ISBN 978-1-870716-15-4
- —— (1996). Lemona's Tale. London: Penguin. ISBN 978-0-14-026086-1
- —— (2005). A Bride for Mr B. London: Saros. ISBN 1-870716-26-4
- —— (2018). Silence would be treason: Last writings of Ken Saro-Wiwa. Ottawa: Daraja Press. ISBN 978-1-988832-24-1